# Mary Serta
Mary Serta, née Marie Delphine Serta Célestin à Cayenne en Guyane le 20 juin 1898, morte à Le Chesnay le 23 janvier 1984, est une actrice française.

## Biographie
Mary Serta était depuis 1923 l'épouse de Lucien Mayrargue, qui l'a dirigée notamment dans Neuf de trèfle.

## Filmographie
- 1926 : Le Marchand de bonheur de Giuseppe Guarino : Madame Serrier
- 1928 : La Madone des sleepings de Marco de Gastyne et Maurice Gleize : Madame Mouravieff
- 1928 : Le Désir d'Albert Durec : Aïcha
- 1929 : La Merveilleuse Vie de Jeanne d'Arc, fille de Lorraine de Marco de Gastyne
- 1930 : Illusions de Lucien Mayrargue
  - L'Arlésienne de Jacques de Baroncelli : l'Arlésienne
- 1932 : Un monsieur qui suit les dames de Lucien Mayrargue (court métrage) : Maude
  - Chair ardente de René Plaissetty : Marion
  - Je vous aimerai toujours de Mario Camerini : Thérèse
- 1935 : La Rosière des halles de Jean de Limur
  - Les Mystères de Paris de Félix Gandéra
- 1938 : Neuf de trèfle de Lucien Mayrargue : Simone
- 1939 : La Boutique aux illusions de Jacques Séverac